# الوصول المبكر للأجور المكتسبة
الوصول المبكر للأجور المكتسبة (بالإنجليزية: Earned Wage Access) (إختصارًا: EWA)، ويُعرف أيضًا باسم صرف الراتب عند الطلب، هو أحد حلول التقانة المالية الذي يتيح للموظفين الوصول إلى جزء من أجورهم التي اكتسبوها بالفعل قبل موعد صرف الرواتب المحدد في نهاية الشهر. تعمل هذه الخدمة كأداة لإدارة السيولة النقدية للموظفين، وتُقدَّم كبديل للخيارات التمويلية قصيرة الأجل ذات التكلفة المرتفعة، مثل قروض يوم الدفع أو السحب على المكشوف من الحسابات البنكية.

## التاريخ والتطور
تعود جذور فكرة الوصول إلى الأجور قبل موعدها المحدد إلى ما قبل العصر الرقمي، حيث كانت بعض الشركات تقدم سلفًا يدوية لموظفيها. إلا أن المفهوم الحديث لـ EWA ارتبط بشكل وثيق بظهور التقنية المالية وتطور أنظمة الرواتب الرقمية في العقد الثاني من القرن الحادي والعشرين. سهّلت هذه التقنيات عملية حساب الأجور المكتسبة بشكل يومي ودقيق، مما مهد الطريق لإنشاء منصات مؤتمتة تقدم الخدمة بسهولة.
ظهرت الشركات الرائدة في هذا المجال في الولايات المتحدة حوالي عام 2010، وبدأت في تقديم الخدمة كأحد المزايا التي يمكن لأصحاب العمل توفيرها لموظفيهم. ومع إثبات فعاليتها في الأسواق الغربية، بدأ المفهوم في الانتشار عالميًا، ووصل إلى منطقة الشرق الأوسط وشمال أفريقيا في أوائل العقد الثالث من القرن الحادي والعشرين مع ظهور شركات ناشئة تقدم حلولًا مماثلة.

## آلية العمل ونماذج التشغيل
تعمل منصات الوصول المبكر للأجور عبر التكامل التقني مع أنظمة الرواتب والموارد البشرية للشركات. تقوم المنصة بتتبع ساعات عمل الموظف أو أيامه، وبناءً عليه تحسب قيمة الأجر المكتسب حتى لحظة الطلب. توجد عدة نماذج تشغيل لهذه الخدمة، أبرزها:

### النموذج المعتمد على صاحب العمل (B2B2C)
هذا هو النموذج الأكثر شيوعًا وانتشارًا. في هذا النموذج، تتعاقد شركة الـ EWA مباشرة مع جهة العمل لتقديم الخدمة لموظفيها كإحدى مزايا بيئة العمل. يتم دمج نظام المنصة مع نظام الرواتب الخاص بالشركة، مما يضمن دقة البيانات وسهولة عملية التسوية في نهاية الشهر. غالبًا ما تتحمل جهة العمل تكلفة الخدمة كليًا أو جزئيًا.

### النموذج المباشر للمستهلك (D2C)
في هذا النموذج، يقدم مزود الخدمة التطبيق مباشرة للموظفين دون الحاجة إلى شراكة رسمية مع صاحب العمل. يعتمد هذا النموذج على تحليل المعاملات البنكية للمستخدم لتوقع راتبه وموعد صرفه، أو يطلب من المستخدم تقديم إثباتات للراتب. يُعتبر هذا النموذج أقرب إلى القروض قصيرة الأجل ويثير جدلًا تنظيميًا أكبر.

### هيكل الرسوم
تختلف طريقة تحقيق الدخل بين المنصات، وتشمل:
- رسوم ثابتة لكل معاملة: يدفع الموظف مبلغًا مقطوعًا صغيرًا في كل مرة يسحب فيها جزءًا من راتبه.
- نموذج الاشتراك الشهري: يدفع الموظف أو صاحب العمل اشتراكًا شهريًا يتيح عددًا محدودًا أو غير محدود من عمليات السحب.
- رسوم التحويل: قد تكون الخدمة الأساسية مجانية مع فرض رسوم إضافية على التحويلات الفورية، بينما يكون التحويل العادي (الذي يستغرق يوم عمل أو أكثر) مجانيًا.

## الفوائد المحتملة
يشير مؤيدو هذا النموذج إلى عدة فوائد محتملة لكل من الموظفين وأصحاب العمل.
للموظفين:
- تقليل الضغط المالي: توفر الخدمة سيولة فورية للموظفين لمواجهة النفقات الطارئة وغير المتوقعة.
- تجنب الديون عالية التكلفة: تُعتبر بديلاً أقل تكلفة من قرض يوم الدفع، السحب على المكشوف، أو بطاقات الائتمان.
- زيادة الشعور بالتحكم المالي: تمنح الموظفين مرونة أكبر في إدارة أموالهم الشخصية.

لأصحاب العمل:
- تحسين استقطاب الموظفين والاحتفاظ بهم: تُعد الخدمة ميزة تنافسية لجذب المواهب وتقليل معدل دوران الموظفين.[6]
- زيادة الإنتاجية: يمكن أن يؤدي تقليل الضغط المالي لدى الموظفين إلى زيادة تركيزهم وإنتاجيتهم في العمل.
- تعزيز سمعة الشركة: تظهر الشركة بمظهر الداعم لموظفيها والمهتم برفاهيتهم المالية.

## التنظيم والجدل
يثير نموذج الوصول المبكر للأجور جدلًا واسعًا في الأوساط التنظيمية والمالية، ويتركز الجدل حول مسألة أساسية: هل تُعتبر هذه الخدمة "قرضًا" أم مجرد "دفعة مبكرة من الأجر"؟
إذا تم تصنيفها كقرض، فإنها ستخضع لقوانين الإقراض الصارمة، مثل قانون الحقيقة في الإقراض (TILA) في الولايات المتحدة، الذي يتطلب الإفصاح عن معدل النسبة السنوية (APR). غالبًا ما تكون الرسوم الثابتة للخدمة، عند حسابها كمعدل نسبة سنوية لقرض قصير الأجل، مرتفعة للغاية، مما يضعها في نفس فئة القروض عالية التكلفة التي تهدف إلى استبدالها.
من ناحية أخرى، يجادل مقدمو الخدمة بأن هذه الأموال هي من حق الموظف بالفعل لأنه اكتسبها، وبالتالي لا يمكن اعتبارها دينًا. وقد أصدرت بعض الهيئات التنظيمية، مثل مكتب حماية المستهلك المالية (CFPB) في الولايات المتحدة، إرشادات وتراخيص خاصة لبعض الشركات التي تتبع النموذج المعتمد على صاحب العمل، مما يمنحها "ملاذًا آمنًا" من قوانين الإقراض التقليدية بشروط معينة.
تشمل الانتقادات الأخرى الموجهة للنموذج احتمالية أن يؤدي الاستخدام المفرط للخدمة إلى اعتياد الموظف على صرف راتبه قبل موعده، مما يخلق دورة من الاعتمادية ويجعل من الصعب عليه إدارة ميزانيته على المدى الطويل.

## الانتشار في المنطقة العربية
بدأ نموذج الوصول المبكر للأجور في الانتشار في عدد من الدول العربية مع نمو قطاع التقنية المالية. ظهرت شركات ناشئة في دول مثل الإمارات العربية المتحدة والمملكة العربية السعودية ومصر تقدم هذه الخدمة. وفي ليبيا، تم إطلاق منصات مثل راتبك لحظي في عام 2024 كواحدة من أولى المبادرات في هذا المجال داخل البلاد، مستهدفة تلبية احتياجات السوق المحلي لتوفير حلول سيولة مالية مرنة للموظفين.